# Oncinocalyx
Oncinocalyx es un género de plantas con flores de la familia de las lamiáceas, anteriormente se encontraba en las verbenáceas. Incluye una sola especie: Oncinocalyx betchei  F.Muell. (1883), originaria del este de Australia.

## Descripción
Es una hierba perennifolia que alcanza un tamaño de  0,4-1 m de altura, de color verde grisáceo y pubescente con 4 ramas en ángulo recto. Las hojas son lineales y estrecha-lanceoladas, de 1-4 cm de largo, 1-4 mm de ancho, el ápice agudo, la base cónica o redondeada, el margen recurvado, la superficie inferior más densamente peluda que la superficie superior, subsésiles o sésiles. La flor con el cáliz en forma de tubo de 2-3 mm de largo, con lóbulos de 2-3 mm de largo. La corola de 7.5 mm de largo, de color blanco. El fruto de 2-3 mm de largo, encerrado en el tubo del cáliz.

## Hábitat
Crece en sitios perturbados y en los bosques, principalmente en las laderas occidentales, se encuentran dispersas, aunque, a veces, es localmente común. 